# Achada do Folhadal
Achada do Folhadal é um sítio povoado da freguesia de São Roque do Faial, Município de Santana, Ilha da Madeira.